# A család kicsi kincse
A család kicsi kincse (Little Miss Sunshine) 2006-ban bemutatott amerikai filmvígjáték-dráma egy diszfunkcionális család utazásáról egy gyermek-szépségversenyre.
A Jonathan Dayton és Valerie Faris házaspár által rendezett filmet Golden Globe-ra és Oscar-díjra is jelölték, s elnyerte a Legjobb film – World Cinema közönségdíjat a 2006-os Sydney-i filmfesztiválon. Az IMPACTS Entertainment 8 milliós költségvetésű filmjének forgalmazási jogát a Fox Searchlight vásárolta meg 10 millió dollárért, ami jelentések szerint a fesztivál történetének egyik legnagyobb üzlete volt. 
A bemutatóra az Amerikai Egyesült Államokban 2006. július 26-án került sor, európai premierje a Locarnói Filmfesztiválon volt ugyanezen év augusztus 12-én. Magyarországra 2007. február 22-én jutott el, négy nappal a 79. Oscar-gála előtt, amiről két díjjal távozott.

## Szereplők
| Szerep         | Színész         | Magyar hang          |
| -------------- | --------------- | -------------------- |
| Richard Hoover | Greg Kinnear    | Szabó Sipos Barnabás |
| Sheryl Hoover  | Toni Collette   | Szávai Viktória      |
| Frank Ginsberg | Steve Carell    | Rába Roland          |
| Dwayne Hoover  | Paul Dano       | Előd Álmos           |
| Olive Hoover   | Abigail Breslin | Pekár Adrienn        |
| Edwin Hoover   | Alan Arkin      | Reviczky Gábor       |

## Díjak és jelentősebb jelölések
- Oscar-díj
  - díj: legjobb férfi mellékszereplő (Alan Arkin)
  - díj: legjobb eredeti forgatókönyv (Michael Arndt)
  - jelölés: legjobb film
  - jelölés: legjobb női mellékszereplő (Abigail Breslin)
- Golden Globe-díj
  - jelölés: legjobb film – vígjáték vagy musical
  - jelölés: legjobb színésznő – vígjáték vagy musical (Toni Collette)
- BAFTA-díj
  - díj: legjobb férfi mellékszereplő (Alan Arkin)
  - díj: legjobb eredeti forgatókönyv (Michael Arndt)
  - jelölés: legjobb film
  - jelölés: legjobb női mellékszereplő (Abigail Breslin)
  - jelölés: legjobb női mellékszereplő (Toni Collette)
  - jelölés: David Lean Award a rendezésért (Jonathan Dayton és Valerie Faris)
- César-díj
  - díj: legjobb külföldi film
- Grammy-díj
  - jelölés: legjobb válogatásalbum – film, televízió vagy más vizuális média
- Broadcast Film Critics Association Awards
  - díj: legjobb színészgárda
  - díj: legjobb fiatal színész (Paul Dano)
  - díj: legjobb fiatal színésznő (Abigail Breslin)
  - díj: legjobb forgatókönyvíró (Michael Arndt)
- Chlotrudis Awards
  - díj: legjobb színészgárda
- Dallas-Fort Worth Film Critics Association Awards
  - díj: legjobb forgatókönyv (Michael Arndt)
- Deauville Film Festival
  - Grand Special Prize (Jonathan Dayton és Valerie Faris)
- Independent Spirit Awards
  - díj: legjobb film
  - díj: legjobb rendező (Jonathan Dayton és Valerie Faris)
  - díj: legjobb férfi mellékszereplő (Alan Arkin)
  - díj: legjobb első forgatókönyv (Michael Arndt)
- Los Angeles Film Critics Association Awards
  - New Generation Award (Jonathan Dayton és Valerie Faris, Michael Arndt)
- Online Film Critics Society Awards
  - díj: legjobb áttörő filmkészítő (Jonathan Dayton és Valerie Faris)
  - díj: legjobb női mellékszereplő (Abigail Breslin)
- PGA Golden Laurel Awards
  - Az év filmproducere-díj
- Palm Springs International Film Festival
  - Vanguard Award (Jonathan Dayton és Valerie Faris, Michael Arndt)
- San Sebastián International Film Festival
  - díj: közönségdíj
- Screen Actors Guild-díj
  - díj: legjobb szereplőgárda (mozifilm)
- Southeastern Film Critics Association Awards
  - díj: legjobb eredeti forgatókönyv (Michael Arndt)
- Stockholm Film Festival
  - közönségdíj (Jonathan Dayton és Valerie Faris)
- Tokyo International Film Festival
  - közönségdíj (Jonathan Dayton és Valerie Faris)
  - díj: legjobb színésznő (Abigail Breslin)
  - díj: legjobb rendező (Jonathan Dayton és Valerie Faris)
- Vancouver Film Critics Circle
  - díj: legjobb férfi mellékszereplő (Alan Arkin)
- Washington DC Area Film Critics Association Awards
  - díj: legjobb színészgárda
  - díj: legjobb eredeti forgatókönyv (Michael Arndt)
- Writers Guild of America, USA
  - díj: legjobb eredeti forgatókönyv (Michael Arndt)
- Young Artist Awards
  - díj: legjobb fiatal színésznő, 10 éves vagy alatta (Abigail Breslin)